# Patinação de velocidade no gelo

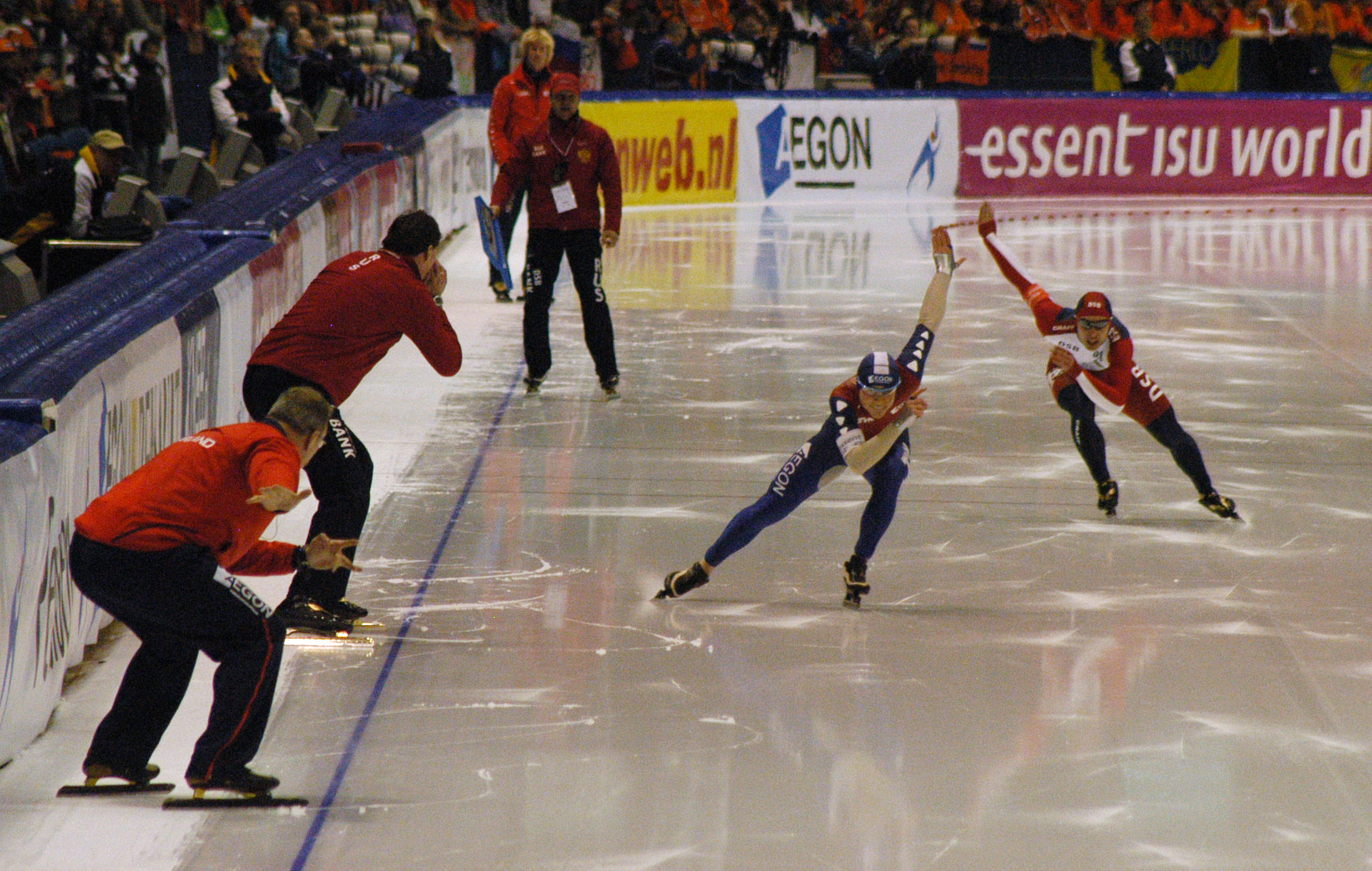
Jan Smeekens (NED) na taça do mundo em Heerenveen, Países Baixos.

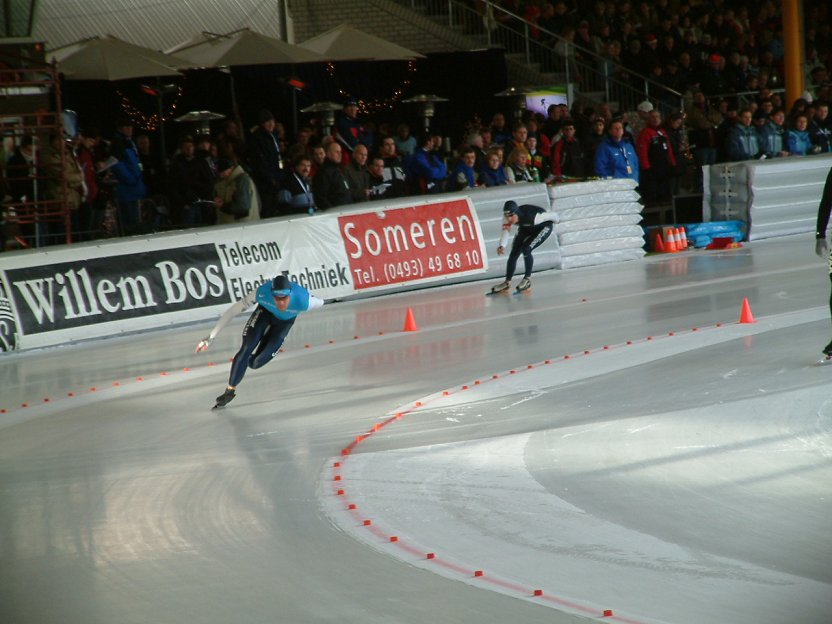
Gianni Romme e Bob de Jong no campeonato Holandês de Allround 2003 no IJssportcentrum em Eindhoven.

A patinagem de velocidade (português europeu) ou patinação de velocidade (português brasileiro), também conhecida como speed skating, é um desporto praticado em pistas de gelo. A sua entidade reguladora internacional é a ISU (União internacional de patinação). A maior parte das provas são em forma de contrarrelógio. Nas provas individuais, os atletas correm geralmente em pares à volta de uma pista de 400 metros no sentido oposto ao dos ponteiros do relógio. Correm em faixas separadas e trocam de faixa uma vez por volta. A velocidade dos competidores pode chegar a 70 km/h. Trocas de faixa irregulares, contato e obstrução são motivos para desqualificação dos atletas envolvidos. As competições podem ser de distâncias individuais, allround, sprint ou de equipes.

## Provas

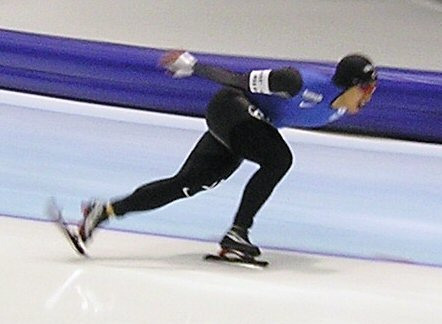
Choi Jae-bong na Copa Mundial de Patinagem de Velocidade

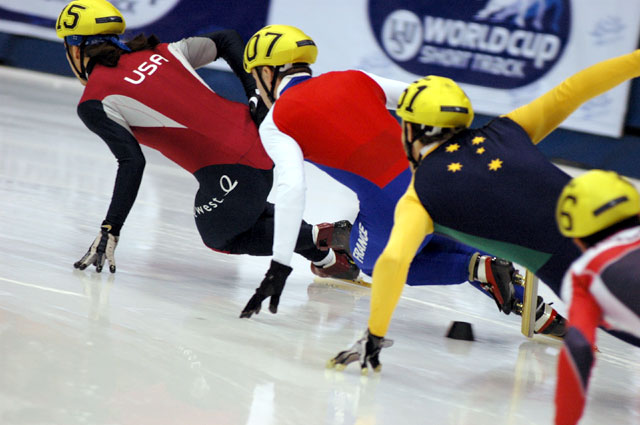
Três atletas em plena prova de patinagem de velocidade

### Distâncias individuas
Cada participante percorre a distância uma vez e quem tiver o melhor tempo vence. Os 100 e 500 metros podem constituir exceções.

#### 500m
Nas provas mundiais e olímpicas dos 500 metros há duas corridas. O vencedor é então quem tem o melhor tempo total. Isto acontece para deixar cada atleta partir uma vez na faixa interior e uma no exterior. Assim anula-se a desvantagem de ter a faixa interior na última curva. A velocidade sendo maior do que na primeira curva, também é maior a dificuldade do atleta em manter-se na sua faixa, e sobretudo perto do limite interior. Pode vir a haver um sério debate sobre esta regra. Em 2008, novos cálculos mostraram que mesmo com maior velocidade do que há poucos anos, esta desvantagem pode já não existir, talvez devido ao mais recente tipo de patins. Por outro lado, acabar na faixa interior dá uma vantagem significativa nos 1000 metros.

#### 1000m
Os 1000 metros chegaram a fazer parte da taça do mundo. Podem ser disputados por 2 ou 3 atletas de cada vez e pode haver eliminatórias.

Em jogos olímpicos, campeonatos mundiais de distâncias (desde 1996) e taça do mundo compete-se nas distâncias de:
500m, 1000m, 1500m, 5000m, 10000m, homens, e
500m, 1000m, 1500m, 3000m, 5000m, mulheres.
Os 500m, 1500m, 5000m e 10000m masculinos fazem parte dos Jogos Olímpicos de Inverno desde o início em 1924.

### Prova de equipas
Na prova de perseguição por equipas, duas equipas (ou equipes) de três patinadores largam ao mesmo tempo, de lados opostos da pista. Os homens fazem oito voltas, e as mulheres seis, sem separação de faixas. Desde 2006 faz parte do programa olímpico e antes já fazia parte do programa das edições da Copa do Mundo e do Campeonato Mundial. Funciona da mesma forma que uma prova de Contrarrelógio e tem o sistema de eliminação simples.

### Allround
Os atletas fazem quatro corridas em dois ou três dias, geralmente com um número limitado a qualificarem-se para a última e mais longa:
- Homens: 500m, 1500m, 5000m, 10000m
- Mulheres: 500m, 1500m, 3000m, 5000m

Em cada corrida os pontos obtidos são iguais ao tempo médio por cada 500 metros. O atleta com a pontuação mais baixa vence. Allround é a forma de campeonato com a mais longa existência ininterrupta, embora com algumas modificações. O primeiro campeonato mundial foi em 1889, e o primeiro sob os auspícios da ISU em 1893. Mesmo assim só foi prova olímpica uma vez, em 1924, e só apareceu para uma breve experiência na taça do mundo. Há campeonatos mundiais e europeus, e registam-se recordes mundiais de pontos.

### Sprint
O mesmo sistema de pontos do allround, mas são duas corridas de 500 metros e duas corridas de 1000 metros. O primeiro campeonato mundial oficial de sprint foi em 1972.

### Outras provas e modalidades relacionadas
Nos Jogos Olímpicos de Inverno de 1932 em Lake Placid, Estados Unidos, o formato escolhido foi o da partida em linha,  devido a popularidade deste estilo de competição na América do Norte. Hoje há poucas competições de alto nível desta variedade na patinagem de velocidade propriamente dita. No entanto, existem algumas corridas, incluindo as maratonas que podem ser realizadas em pistas de 400m. A Patinação de pista curta também tem partida em linha. Nos Países Baixos pratica-se o kortebaan, que se disputa em pistas retas de 140-160 metros. No supersprint as distâncias são 2100m e 2300m. Na Suécia, existem corridas recreativas e de competição em lagos congelados. Podem variar de 5 a 200 km.